# Sant Domènec de la Seu d'Urgell
L'Església de Sant Domènec actualment és una sala d'exposicions de la ciutat pirinenca de La Seu d'Urgell (Alt Urgell). La sala, propietat de l'Ajuntament de la ciutat, es troba a l'antiga església de Sant Domènec davant la Catedral de la Seu d'Urgell. Edifici amb una nau i capelles laterals. La portada és molt senzilla i es dibuixa amb línies molt pures. Tenia una torre a ponent, avui desapareguda, flanquejant el portal. El claustre gòtic es conserva, formant part d'un parador nacional de turisme.

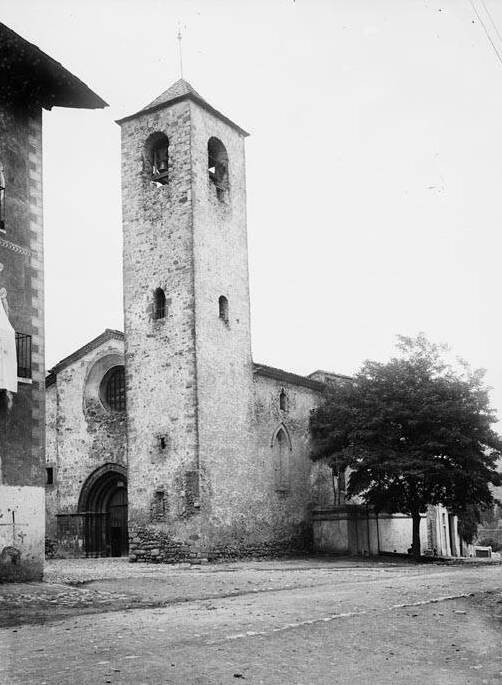
L'església de Sant Domènec en una imatge cap al 1907

Pere de Cadireta fundà el Convent de Sant Domènech que més tard esdevindrà l'actual Església de Sant Domènec. El 1273 va fundar el convent dominic de la Seu d'Urgell, del qual va ser prior, i des d'on va dirigir la lluita contra l'heretgia a la regió. Va morir màrtir, en circumstàncies poc clares, lapidat per un grup d'heretges en 1277 o 1279, juntament amb el seu company Ponç de Planella.
La capella situada a l'antic Portal de Cerdanya primer advocava a Sant Miquel fins que aquesta fou donada als dominicans. El primer emplaçament del convent de frares predicadors de Sant Domènec fou extramurs (1273), passat el Portal d'Andorra, lloc on encara fa pocs anys que, en construir-hi cases, s'hi trobaren tombes. El 1364, però, per motius de defensa, traslladaren el convent a l'interior del recinte, a l'antiga església de Sant Miquel, que, aleshores, fou dedicada a Sant Domènec i al cap de poc, substituïda per l'actual edifici gòtic. Els quadres que decoraven l'església van ser enviats per Llorenç Tomàs i Costa, que hi té la seva sepultura.